# 戴维·钱德勒
戴维·钱德勒（英語：David Chandler，1944年10月15日—2017年4月17日），美国物理化学家，加利福尼亚大学伯克利分校教授。他是美国国家科学院的成员和欧文·朗缪尔奖得主，已经出版了两本书和200多篇科学文章。钱德勒还是美国文理科学院、美国国家科学院院士。
钱德勒的主要研究领域是统计力学。他用统计力学开发了许多基本技术，以分子理论来解释凝聚态化学平衡和化学动力学。他提供了现代化的语言和概念，用于描述液体的结构和动态，这些贡献使得定量分析处理简单和多元的液体、水溶液和疏水作用、聚合物熔化和混合成为可能。他还开发一种电脑技术来分析罕见但重要的事件，用以发展轨迹空间的统计物理模拟方法。